# ديك كافيت
ريتشارد ألفا كافيت (بالإنجليزية: Richard Alva Cavett)‏ الذي عُرف باسم ديك كافيت (بالإنجليزية: Dick Cavett)‏ ـ (ولد في 19 نوفمبر 1936) هو شخصية تلفزيونية ومقدّم برامج حوارية (توك شو) أمريكي سابق، اشتهر بأسلوبه الحواري ونقاشاته المتعمقة. قدّم البرامج في القنوات التلفزيونية الجماهيرية في الولايات المتحدة لخمسة عقود متتالية امتدت بين عقد الستينيات من القرن العشرين والعقد الأول من الألفية الثالثة.
دأب كافيت في الأعوام الأخيرة على كتابة عمود صحفي في النسخة الإلكترونية من جريدة نيويورك تايمز، والتسويق لأقراص دي في دي لحلقات برامجه السابقة وكتاب جمع فيه مقالاته في نيويورك تايمز، وإعادات للقاءاته التلفزيونية القديمة مع غروتشو ماركس وكاثرين هيبورن وجودي غارلند ومارلون براندو وجون لينون وغيرهم، على قناة تيرنر كلاسيك موفيز.

## روابط خارجية
- ديك كافيت على موقع IMDb (الإنجليزية)
- ديك كافيت على موقع ألو سيني (الفرنسية)
- ديك كافيت على موقع ميوزك برينز (الإنجليزية)
- ديك كافيت على موقع أول موفي (الإنجليزية)
- ديك كافيت على موقع قاعدة بيانات برودواي على الإنترنت (الإنجليزية)
- ديك كافيت على موقع قاعدة بيانات الأفلام السويدية (السويدية)
- ديك كافيت على موقع إن إن دي بي (الإنجليزية)
- ديك كافيت على موقع ديسكوغز (الإنجليزية)
- ديك كافيت على موقع قاعدة بيانات الفيلم (الإنجليزية)
- ديك كافيت على موقع كينوبويسك (الروسية)